# Southern soul
Južni soul (eng. Southern soul) je stil soula koji je nastao u južnom dijelu Sjedinjenih Država. Također sadrži elemente dubokog soula ili Country soula. 'Južni soul' se često poistovjećuje s glazbenicima poput Wilsona Picketta, Otisa Reddinga, Arethe Franklin, Jamesa Browna, Carla Thomasa, The Staple Singers, Sam and Dave i mnogim drugima.
Stil je nastao kombinacijom glazbenih žanrova koji uključuju blues, country western, rani rock and roll i jak utjecaj gospela, koji dolazi iz afroameričkih crkvi s juga zemlje. Glazba se ne fokusira toliko na tekst, nego se više oslanja na "osjećaje" i groove stil.

## Povijest
Pioniri žanra koji je dolazio iz Georgie, bili su Ray Charles i James Brown, koji su imali veliki utjecaj u popularnoj glazbi. Ostali glazbenici koji su imali utjecaja na stil bili su Little Willie John, Bobby "Blue" Bland i DJ iz Memphisa Rufus Thomas.
'Južni soul' svoju najveću popularnost je imao tijekom 1960-ih godina. Najveći doprinos tomu ima izdavačka kuća 'Stax Records' i njihov kućni sastav 'Booker T. & the MGs', pod nazivom "The Greatest i Tightest rezervni sastav svih vremena", kako piše 'Rolling Stone' časopis. 'Staxovi' najuspješniji glazbenici 1960-ih bili su Otis Redding, pod utjecajem kolega iz Georgie, Little Richard i Sam Cooke, koji su koristili više kozmopolitski zvuk rođen u Mississippiu, ali su kao Charles i Brown stvorili svoj jedinstveni stil. Al Green, kojega su kasnije prozvali "posljednji veliki pjevač soula", snimao je za 'Hi Records' iz Memphisa.
Jednaki utjecaj kao 'Memphis soul' imao je stil "Muscle Shoals Sound", koji je podrijetlom iz Muscle Shoals iz Alabame. Ritam sekcija 'Muscle Shoalsa' može se čuti na većini snimaka Arethe Franklin i drugih 'Staxovih' glazbenika tijekom 1960-ih i 1970-ih. Nekoliko klasičnih snimki 'Južnog soula' nastalo je u 'Muscle Shoals' studijima poput Muscle 'Shoals Sound Studios' i 'FAME Studios'.
Iako su Philadelphia soul, Chicago soul i kompletan 'Motown' zvuk iz Detroita, stvorili isključivo afroamerikanci, značajan doprinos na 'južni soul i 'deep soul' bili su pripadnici bijele rase. Jedni od najatraktivnijih tekstopisaca 'južnog soula', bili su bijelci Dan Penn i Spooner Oldham, koji su radili za 'Staxove' glazbenike i ' Muscle Shoals' ritam sekciju.
Izraz 'južni soul' odnosi se na studijsku glazbu snimljenu južno od linije Mason-Dixon, ali se također primjenjuju na glazbene stilove koji su se razvili bez obzira na mjesto gdje se održalo snimanje. Na primjer, snimke Arethe Franklin često se pripisuju uz New York, ali zvuk snimljen na njima je autentično južni.
Postoje neke zabune u vezi s pojmom, s obzirom na utjecaj žanra sjevernog soula, koji se odnosi na geografsku lokaciju u SAD-u, ali i jedan veliki dio u Velikoj Britaniji, unatoč toj činjenici glazbeni stil je isključivo američkog podrijetla.

## Trenutni status
Glazba 'južnog soula' i danas se snima i izvodi u cijelom svijetu, a izvode ju glazbenici kao što su; Sir Charles Jones, T.K. Soul, Lee "Shot" Williams, Denise LaSalle, Marvin Sease, J. Blackfoot, Wilson Meadows, Roni, Stacy Mitchhart, Kenne Wayne, Reggie Sears, Ms. Jody The Love Doctor, Luther Lackey, Bobby Rush, Little Kim Stewart, Jeff Floyd, Fred Bolton, Lola, Willie Clayton, Roy C., Nathaniel Kimble, Barbara Carr, Jerome Towers, Unckle Eddie, Shirley Brown, Reggie P., Theodis Ealey, O.B. Buchana, Peggy Scott Adams, Vick Allen, Omar Cunningham i mnogi drugi.

## Istaknuti glazbenici
- Al Green
- Johnny Adams
- Arthur Alexander
- William Bell
- Bobby "Blue" Bland
- Solomon Burke
- James Carr
- Clarence Carter
- Otis Clay
- Willie Clayton
- Arthur Conley
- Don Covay
- Tyrone Davis
- Eddie Floyd
- Aretha Franklin
- Betty Harris
- Jimmy Hughes
- Luther Ingram
- Mable John
- Ruby Johnson
- Syl Johnson
- King Floyd
- Albert King
- Frederick Knight
- Jean Knight
- Bettye LaVette
- Jimmy McCracklin
- Little Milton
- Garnet Mimms
- Dorothy Moore
- Sam (Moore) & Dave (Prater)
- Ann Peebles
- Wilson Pickett
- James & Bobby Purify
- Otis Redding
- Mack Rice
- Bobby Rush
- Joe Simon
- Percy Sledge
- Mavis Staples
- Candi Staton
- Bettye Swann
- Tommy Tate
- Floyd Taylor
- Johnnie Taylor
- Joe Tex
- Mel Waiters
- Marvin Sease
- Carla Thomas
- Rufus Thomas
- O.V. Wright
- Lee "Shot" Williams

## Ritam sekcija
| - Booker T. & the MGs - Steve Cropper - gitara - Donald "Duck" Dunn - bas-gitara (zamijenio Lewiea Steinberga) - Al Jackson, Jr. - bubnjevi - Booker T. Jones - orgulje/glasovir - (također) Isaac Hayes - glasovir/orgulje - The Memphis Horns - Wayne Jackson - trube - Andrew Love - saksofon - The Muscle Shoals Rhythm Section - Barry Beckett - glasovir - Roger Hawkins - bubnjevi - David Hood - bas-gitara - Jimmy Johnson - gitara - American - Gene Chrisman - bubnjevi - Tommy Cogbill - bas-gitara - Bobby Emmons - klavijature - Reggie Young - gitara | - The Hi Rhythm Section - Charles Hodges - orgulje - Leroy Hodges - bas-gitara - Mabon "Teenie" Hodges - gitara - Howard Grimes or Al Jackson, Jr. - bubnjevi - ostali istaknuti glazbenici 'južnog soula' - James Alexander - bas-gitara (The Bar-Kays) - Willie Hall - bubnjevi (The Bar-Kays, The Isaac Hayes Movement) - Clayton Ivey - orgulje (Muscle Shoals) - Bobby Manuel - gitara (Stax), (The MGs) - Spooner Oldham - orgulje/glasovir (Muscle Shoals, American) - Carson Whitsett - orgulje/glasovir (The MGs, Malaco) - Bobby Womack - gitara (American) |

## Skladatelji
- Homer Banks
- William Bell
- Steve Cropper
- Betty Crutcher
- Eddie Floyd
- Al Green
- Carl Hampton
- Isaac Hayes
- Mabon "Teenie" Hodges
- Al Jackson, Jr.
- Raymond Jackson
- Booker T. Jones
- Percy Mayfield
- Willie Mitchell
- Chips Moman
- Reggie Sears
- Spooner Oldham
- Dan Penn
- David Porter
- Otis Redding
- Mack Rice
- Carson Whitsett
- Bobby Womack
- George Jackson
- Raymond Moore

## Vanjske poveznice
- Službene stranice
- Radio južnog soula  Arhivirana inačica izvorne stranice od 5. listopada 2008. (Wayback Machine)